# Code moral
Pour l’article homonyme, voir Code.
Le terme code moral peut s'entendre sous deux sens différents selon que l'on considère l'individu ou la société. Afin d'éclaircir ces deux aspects, le terme « code moral » n'a été utilisé ici qu'au niveau individuel. Au niveau social, il a été remplacé par le terme « principes moraux ».

## Les principes moraux
Les principes moraux (voir morale) sont souvent des assertions complexes de ce qui est juste et de ce qui ne l'est pas. Bien que certains voient leurs principes moraux comme allant de soi, il est rare que quoi que ce soit simple dans ces principes ou dans l'éthique de quelqu'un, ce qui rend difficile le jugement des principes moraux d'un autre. Cette difficulté provient du fait que la morale provient souvent de la religion et reflète plus souvent qu'on l'imagine des codes culturels.
Une version commune de ces principes est la loi, où l'État fixe les peines encourues, ou les compensations demandées, pour telle ou telle action particulière. De nombreux codes pénaux sont basés sur des fondements religieux.
Dans certaines cultures, la relation entre les principes moraux et la loi est absolue : ils sont une seule et même chose. Les principes moraux servent de guide à la conduite personnelle.
Parmi les exemples de principes moraux, on peut citer le noble sentier octuple du bouddhisme, les Dix Commandements respectés par le judaïsme, le christianisme et l'islam, ou les Dix Commandements Indiens.
Un concept plus avancé (certains diraient plus corrompu) est celui d'éthique, qui établit l'équilibre entre les arguments pour ou contre une décision en fonction du plus grand bien général. Certains codes éthiques ressemblent à des codes moraux, mais la majorité des codes sont moins stricts, et ne prétendent pas séparer le bien du mal de façon absolue. L'éthique consiste à évaluer les effets positifs et négatifs de telle ou telle action, et les arguments pour ou contre elle, et à prendre une décision pour le plus grand bien du plus grand nombre.

## Le code moral
Un concept lié à celui du principe moral est celui du code moral, que l'on considère propre à chaque individu. Il sous-entend que l'acceptation des différences de pensée entre les individus est plus importante que les « Créateurs » et leurs « Lois divines ». Dans certains systèmes religieux comme le taoïsme ou le gnosticisme, ce concept est considéré comme la base de toute l'éthique et donc aussi des choix moraux de l'individu. Les principes moraux sont donc vus dans ces systèmes comme coercitifs et issus non de la morale, mais de la politique.
Le code moral d'un individu est la façon dont cette personne va appliquer sa notion de la morale. Cette notion est centrée sur l'individu mais peut être étendue à plusieurs personnes ou à un groupe. À travers ce code, l'individu voit les autres comme méritant d'être traités de la façon dont il souhaite être traité lui-même.
Le code moral est la façon dont l'individu met en pratique ses valeurs morales et ses croyances personnelles. Il est décrit dans certaines théories de l'éthique comme la frontière de la rationalité dans l'éthique elle-même. De ce point de vue, le code moral est une notion esthétique ne pouvant directement être partagée avec autrui.
Une personne se trouvant hors du code moral d'un individu n'est plus protégée par ce code moral. Ainsi, le concept de code moral peut permettre d'expliquer l'hypocrisie apparente de celui qui prétend avoir des principes éthiques. Par exemple, il peut être utilisé par un croyant pour expliquer pourquoi, bien que sa religion interdise le meurtre, il approuve une guerre, ou la peine de mort pour certains crimes. Ceux dont il autorise la mort sont sortis de la sphère d'application de son code moral.
Un code moral est supposé naître de l'expérience, en particulier de l'exemple moral donné par les parents, et du lent développement d'un ensemble de conditionnements, d'inhibitions et d'un conte du beau au cours de toute une vie d'expériences cognitives. Ce code moral, toujours changeant, ne peut pas être directement communiqué, mais son application quotidienne peut inspirer ou éduquer autrui.
Certaines théories de la morale, en particulier le relativisme culturel, mais aussi certaines branches de la théologie, mettent peu de valeur dans l'idée de communiquer son code moral ou même de chercher une harmonisation des choix moraux en dehors du strict minimum nécessaire à éviter un conflit frontal.
Une idée opposée est que les codes moraux pertinents peuvent être mis en commun dans un processus de contrôle social et d'apprentissage d'une bonne conduite. Une telle croyance impose un certain degré de standardisation des comportements via des principes moraux censés être partagés par tous, et sanctionnés par la Loi.